# Tina Svensson
Tina Svensson Grønlund (* 16. November 1966 in Levanger) ist eine ehemalige norwegische Fußballspielerin, die an jeweils zwei Welt- und Europameisterschaften teilnahm und jeweils einen Titel gewann. Zudem gewann sie im Jahr 1996 das Turnier um den Algarve-Cup und die olympische Bronzemedaille.

## Karriere

### Vereine
Svensson spielte im Seniorinnenbereich ausschließlich für den in Bærum ansässigen Asker FK, der zur Spielzeit 2009 in den Mehrspartensportverein Stabæk IF eingegliedert wurde. Während ihrer elf Jahre währenden Vereinszugehörigkeit gewann sie viermal die Meisterschaft und zweimal den nationalen Vereinspokal, wobei am Ende der Spielzeit 1991 das Double gelang.

### Nationalmannschaft
Für die A-Nationalmannschaft bestritt sie von 1990 bis 1996 57 Länderspiele. Sie debütierte am 13. Juni in Porsgrunn beim 4:0-Sieg im Freundschaftsspiel gegen die A-Nationalmannschaft Finnlands mit Einwechslung für Birthe Hegstad. Sie nahm 1991 und 1995 an zwei Weltmeisterschaften teil und bestritt jeweils sechs Turnierspiele, in denen sie insgesamt vier Tore erzielte. Des Weiteren nahm sie in den Jahren 1991 und 1993 an jeweils zwei Europameisterschaften teil in denen sie insgesamt sechs Turnierspiele bestritt und ein Tor erzielte. Ihr erstes von insgesamt elf Länderspieltoren erzielte sie am 12. Juni 1991 in Oslo beim 3:0-Sieg im Freundschaftsspiel gegen die Nationalmannschaft der Niederlande mit dem Treffer zum Endstand in der 79. Minute. Ihr letztes Länderspiel war das Spiel um Bronze im Rahmen des olympischen Fußballturniers 1996 in Athen.

## Erfolge
Nationalmannschaft
- Weltmeister 1995
- Finalist Weltmeisterschaft 1991
- Europameister 1993
- Finalist Europameisterschaft 1991
- Algarve-Cup-Sieger 1996
- Olympische Bronzemedaille 1996

Vereine
- Norwegischer Meister 1988, 1989, 1991, 1992
- Norwegischer Pokalsieger 1990, 1991